# Coralliodrilus hanleyi
Coralliodrilus hanleyi är en ringmaskart som beskrevs av Erséus 1997. Coralliodrilus hanleyi ingår i släktet Coralliodrilus och familjen glattmaskar. Inga underarter finns listade i Catalogue of Life.